# Abastumani
Abastumani (en georgiano: აბასთუმანი) es un asentamiento urbano de Georgia ubicado en el oeste de la región de Mesjetia-Yavajetia, siendo parte del municipio de Adigueni. El Observatorio Astrofísico Nacional de Georgia está ubicado en Abastumani.

## Geografía
Abastumani se encuentra en el pequeño valle fluvial del Otsje, vertiente sur de la cordillera de Mesjetia (Cáucaso Menor), 25 km al noreste de Adigueni y 28 km al oeste de Ajaltsije. 
Los tres manantiales hipertermicos de Abastumani (39-48.5 °C) son poco mineralizados, ricos en aguas de cloruro de sulfato de sodio. Se han utilizado durante mucho tiempo en el tratamiento de la tuberculosis.

### Clima
Abastumani posee un clima montañoso moderadamente seco, con una humedad relativa que alcanza el 50% únicamente en verano. La temperatura promedio anual es de 6.4 a 6.5 °C en enero y de 17.2 °C  en julio. El promedio anual de horas de luz solar es de 3.000 y la precipitación media anual es de 626 mm. 

## Historia
En la Georgia medieval, el área de la actual Abastumani era parte del distrito de Odzrje, que lleva el nombre de una fortaleza cuyas ruinas sobreviven cerca del pueblo. En el siglo XVI , cayó en manos del Imperio otomano bajo cuyo gobierno el área estaba desierta, pero sus aguas termales fueron apreciadas y frecuentadas por los lugareños. 
Durante el gobierno ruso, una colonia alemana de corta duración de Friedenthal (en ruso: Фрейденталь) surgió allí en 1842. En la década de 1850, fue recolonizada por los rusos bajo el patrocinio del virrey del Cáucaso Mijaíl Vorontsov. El nuevo asentamiento adquirió el nombre de Abbas-Tuman de un pueblo cercano ubicado y se hizo popular por su clima y aguas termales. Su desarrollo como centro vacacional se asocia principalmente con el Gran Duque Jorge Aleksándrovich Románov, un miembro de la familia imperial rusa que se había retirado allí debido a su mala salud. 
Abastumani adquirió el estado de un asentamiento de tipo urbano (daba) bajo la Unión Soviética en 1926. En el monte Kanobili, se construyó el primer observatorio astronómico de montaña del Imperio ruso en 1892 y en 1932 se añadió un observatorio astrofísico. En la cúpula, construida por una expedición alemana en la década de 1930, hay un telescopio construido por Carl Zeiss con una apertura de 40 cm que aún hoy sigue operativo. En 1956 se equipó el observatorio con uno de los telescopios Maksutov más grandes, con una apertura de 70 cm. El instrumento más grande es el telescopio Ritchey-Chrétien AZT-11, encargado en 1976, con una apertura de 125 cm. El asteroide (1390) Abastumani recibió su nombre de Abastumani.
La infraestructura turística se ha renovado desde mediados de la década de 2000.

## Demografía
La evolución demográfica de Abastumani entre 1923 y 2022 fue la siguiente:
| 879                                             | 1244 | 3001 | 3521 | 3253 | 2935 | 2564 | 1368 | 937 | 690 |
| (Fuente: Population of Georgia in Soviet times) |      |      |      |      |      |      |      |     |     |

Su población era de 937 en 2014, con el 77% de la población son georgianos.
|                   | 1939      | 1939       | 2014      | 2014       |
| Grupo étnico      | Población | Porcentaje | Población | Porcentaje |
| ----------------- | --------- | ---------- | --------- | ---------- |
| Georgianos        | 834       | 27,8%      | 728       | 77,69%     |
| Rusos             | 1050      | 35%        | 22        | 2,35%      |
| Ucranianos        | 1050      | 35%        | -         | -          |
| Armenios          | 728       | 24,3%      | 169       | 18,04%     |
| Azeríes           | 191       | 6,4%       | 44        | 4,70%      |
| Osetios           | 13        | 0,4%       | 5         | 0,53%      |
| Griegos           | 5         | 0,2%       | 2         | 0,21%      |
| Alemanes          | 83        | 2,8%       | -         | -          |
| Judíos            | 23        | 0,8%       | -         | -          |
| Asirios           | 6         | 0,2%       | -         | -          |
| Kurdos            | 6         | 0,2%       | -         | -          |
| Lezguinos         | 3         | 0,1%       | -         | -          |
| Chechenos y kists | 1         | 0,1%       | -         | -          |
| Total             | 3001      | 100%       | 937       | 100%       |

## Infraestructura

### Arquitectura, monumentos y lugares de interés
Además de ser una ciudad balneario con hoteles y sanatorios en funcionamiento, Abastumani alberga varios monumentos culturales que documentan la historia medieval y moderna de la ciudad. Abastumani tiene un castillo en ruinas del siglo XIII y un único puente de arco que lleva el nombre de la reina Tamara de Georgia.
Los edificios religiosos de mayor importancia son la iglesia de San Jorge (siglo XIV), que fue reparada y sus frescos medievales descubiertos en 2008; y la iglesia de Ajali Zarzma, una pequeña réplica del siglo XIX del monasterio de Zarzma. Este último templo fue encargado por el gran duque Jorge Románov al arquitecto Otto Jacob Simons, quien lo construyó entre 1899 y 1902 uniendo un diseño medieval georgiano con las formas arquitectónicas contemporáneas. Su interior fue pintado por el pintor ruso Mijaíl Nésterov.
Los resorts históricos de mayor trascendencia es la casa de baños construida en las aguas termales de Abastumani entre 1879 y 1881 por el médico de San Petersburgo Adolfo Remmert. También hay mansiones de invierno y verano del Gran Duque Jorge diseñadas por Otto Jacob Simons y construidas de piedra y madera, respectivamente. Situadas en las orillas opuestas del Otsje, que estaban conectadas a través de un pequeño puente. La mansión de verano fue frecuentada por los funcionarios del partido en la era soviética. En la década de 1990, fue entregado a la Iglesia Ortodoxa de Georgia y se convirtió en un convento de montes de san Panteleimon. El edificio fue destruido en un incendio el 12 de marzo de 2008 y actualmente se está reconstruyendo.
Abastumani también es un punto de partida para excursiones en el Parque nacional de Boryomi-Jaragauli.

## Galería

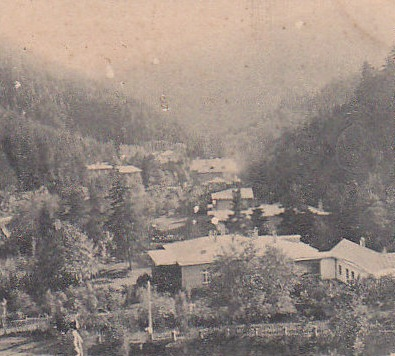
Palacio Románov de invierno (1981)
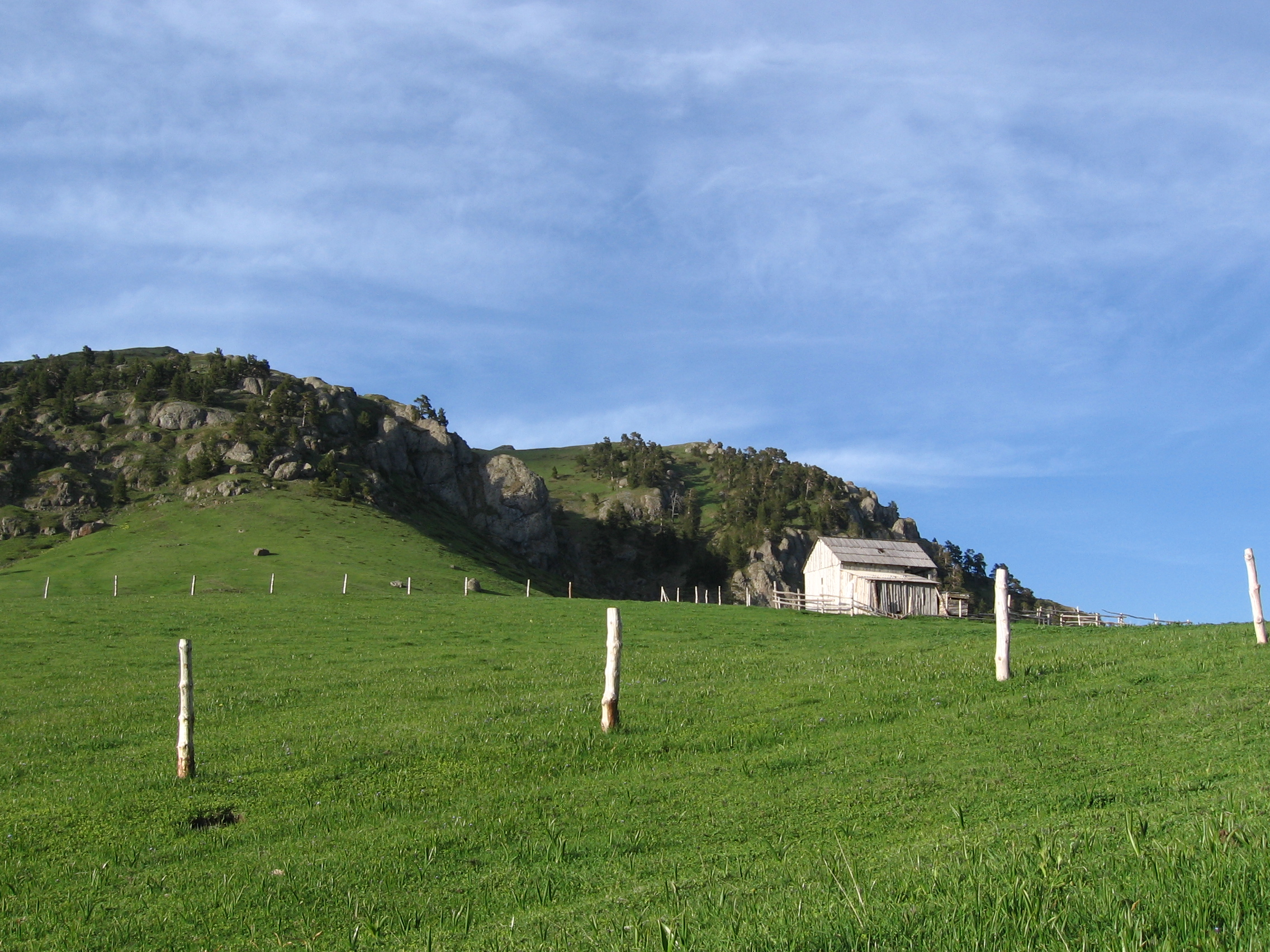
Montañas alrededor de Abastumani
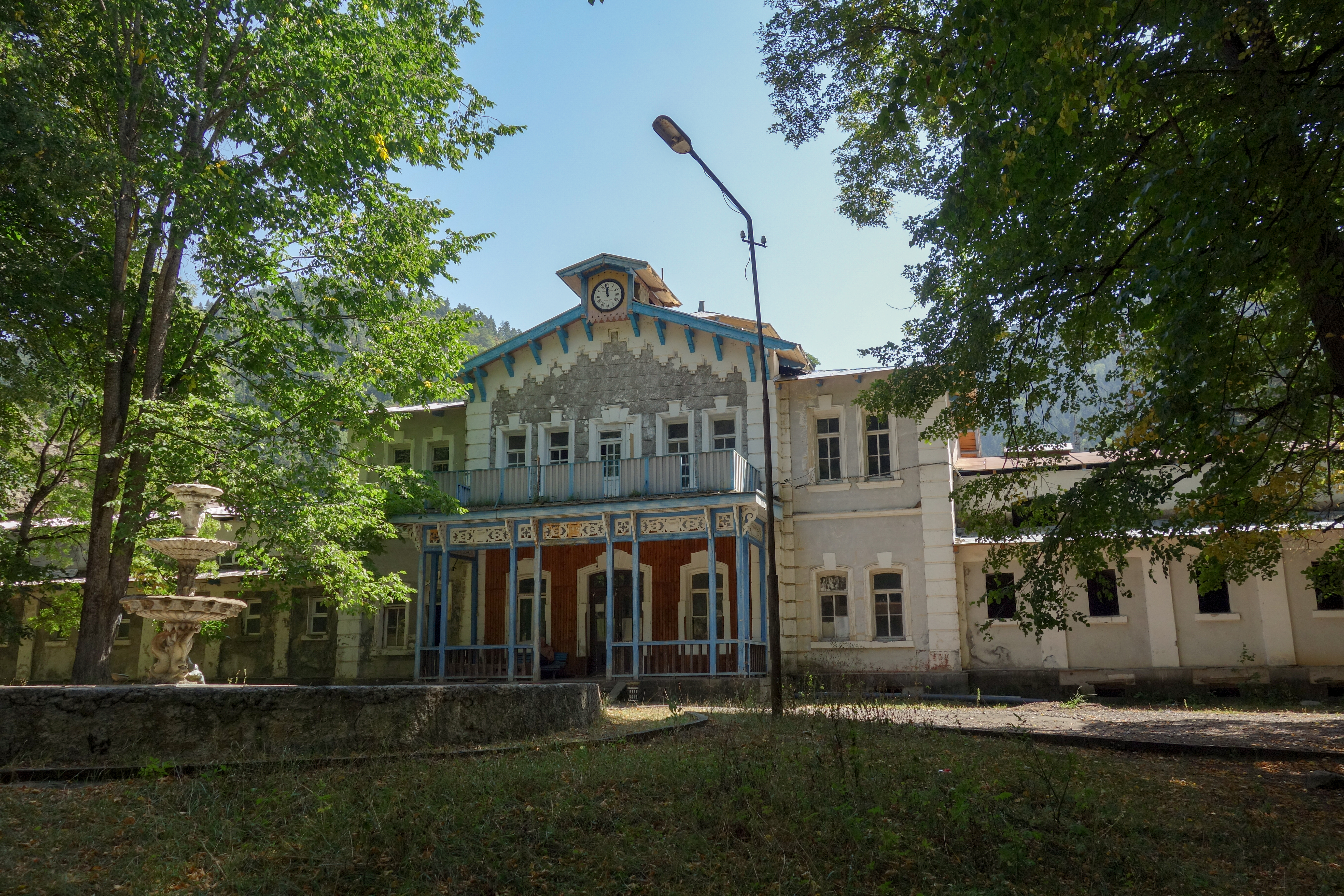
Baño de los Románov
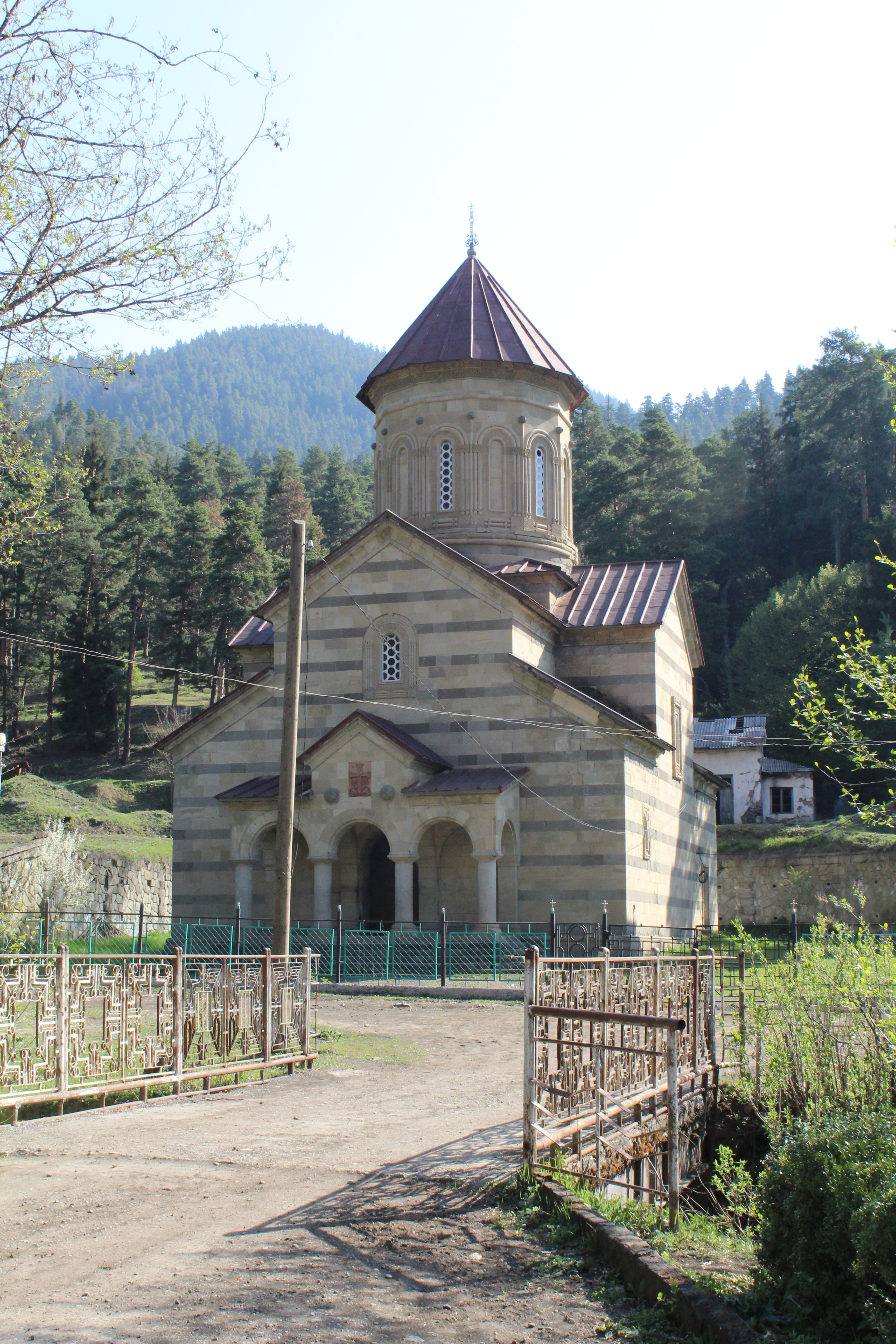
Iglesia de Ajali Zarzma